# Red Zone Rider
Red Zone Rider, também chamado de RZR, é uma Superbanda formada em 2014 pelo guitarrista virtuoso Vinnie Moore (carreira solo, UFO, Alice Cooper), pelo vocalista e multi-instrumentalista Kelly Keeling (Baton Rouge, MSG, Trans-Siberian Orchestra) e pelo baterista Scot Coogan (Lita Ford, Ace Frehley, Brides Of Destruction).
O estilo de música da banda é um hard rock setentista, com uma sonoridade que lembra bastante o Led Zeppelin.

## Discografia
| Data de Lançamento     | Álbum          | Faixas | Gravadora           |
| ---------------------- | -------------- | --- | ------------------- |
| 16 de Setembro de 2014 | Red Zone Rider | 1.Hell No 2.By the Rainbow's End 3.House Of Light 4.Cloud Of Dreams 5.Save It 6.Never Trust a Woman 7.Obvious 8.The Hand That Feeds You 9.Hit The Road 10.There’s A Knowing 11.Count’s 77 | Magna Carta Records |